# Hermonassa chersotidia
Hermonassa chersotidia är en fjärilsart som beskrevs av Charles Boursin 1968. Hermonassa chersotidia ingår i släktet Hermonassa och familjen nattflyn. Inga underarter finns listade i Catalogue of Life.